# Attaque du MV Eternity C
- Territoire yéménite contrôlé par les Houthis (SPC)
- Territoire yéménite contrôlé par le gouvernement du Yémen (PLC)
- Attaques des Houthis (en rouge) et détournements de navires (en bleu)

Crise de la mer Rouge
Batailles
m
- Attaque de drones de Taba et Nuweiba
- Détournement du Galaxy Leader
- Opération Gardien de la prospérité
  - Frappes au Yémen
- Attaque du Maersk
- Bombardement du Marlin Luanda
- Opération Aspide
- Naufrage du Rubymar
- Attaque du Sounion
- Attaque du Magic Seas
- Attaque du Eternity C

L'attaque du MV Eternity C désigne l'agression des Houthis contre un vraquier battant pavillon libérien dans le sud de la mer Rouge, le 7 juillet 2025. Le navire est assailli par des drones et des lance-roquettes où il est gravement endommagé. Les attaques provoquent la mort de quatre marins, dix autres sont secourus, cinq autres portés disparus et six sont enlevés par le groupe armé. Il est le quatrième navire coulé par les Houthis depuis le début de la crise en octobre 2023.
Selon les Houthis, des navires de cette compagnie ont fait escale dans des ports israéliens, ce qui justifie à leurs yeux, leur attaque contre l'Eternity C. Le groupe armée aurait emmené un nombre indéterminé de membres d'équipage dans un « endroit sûr ». Selon les États-Unis l'équipage est retenue en otage. Le navire est enregistré à Monrovia et géré par Cosmo Ship Management d'Athènes, en Grèce.
Durant la même période, le navire marchand Magic Seas est pris d'assaut et coulé par les Houthis après une attaque similaire.

## Contexte
Depuis novembre 2023, les Houthis, qui ont pris la capitale du Yémen en 2014 pendant la guerre civile, mènent des attaques contre des navires marchands et militaires accusés de collaborer avec Israël, principalement dans la mer Rouge et le golfe d'Aden. Selon le groupe armé yéménite, ces attaques sont menées en solidarité avec les Palestiniens dans la guerre de Gaza. Celles-ci déclenchent des frappes aériennes menées par les États-Unis, Israël et le Royaume-Uni contre des cibles situées sur le territoire contrôlé par les Houthis au Yémen.
Les attaques contraignent les entreprises à interrompre leurs activités de navigation en mer Rouge, qui représentait auparavant 12 % du commerce mondial,.

## MVEternity C
Le MV Eternity C est un vraquier battant pavillon libérien construit en 2012. D'un tonnage de 22 683 tjb, 36 830 tonnes de port en lourd, sa longueur hors tout est de 186,4 mètres et sa largeur est de 27,8 mètres,. 
Peu avant l'attaque, il effectua une livraison humanitaire pour le Programme alimentaire mondial à Berbera, en Somalie, où il arriva fin juin, puis appareilla du port vers midi le 6 juin, avant de se diriger vers Djeddah, en Arabie saoudite, pour se ravitailler en carburant,,.

## Attaque et naufrage en mer Rouge
L'Eternity C est attaqué par des drones marins et des lance-roquettes tirés depuis des embarcations dans l'après-midi du 7 juillet 2025. Le navire est une nouvelle fois attaqué et coulé au large du port yéménite d'Al-Hodeïda le 8 juillet 2025 dans la nuit, forçant l'équipage à sauter à l'eau. Une opération de recherche et sauvetage est alors menée. Le sort des 22 membres d'équipage et des trois membres de l'équipe de sécurité du navire reste incertain.
Selon les autorités américaines, l'équipage était composé de 25 membres d'équipage philippins, grecs et russes.
Au 9 juillet 2025, cinq membres d'équipage ont été secourus depuis le début des opérations de recherche et de sauvetage dans la nuit. Reuters rapporte que parmi les rescapés figurent quatre membres d'équipage et un prestataire privé de sécurité maritime, repêchés après plus de 24 heures en mer. Plus tard dans la journée, sept membres d'équipage sont secourus et 14 autres sont toujours déclarés portés disparus. Le 10 juillet, dix membres d'équipage sont secourus, six ont été enlevés et cinq toujours portés disparus. Selon des sources américaines et des responsables houthis, plusieurs membres d'équipage ont été enlevés par les Houthis. Les États-Unis exigent leur libération immédiate,.
L'opération militaire Aspides de l'UE annonce au moins « trois membres de l’équipage tués », quatre autres marins du navire secourus et au moins deux blessés, « dont un électricien russe ayant perdu une jambe ». Douze personnes restent portées disparues ou kidnappées.